# Stary cmentarz żydowski w Bratysławie
Stary cmentarz żydowski w Bratysławie – w większości nieistniejący cmentarz żydowski zlokalizowany w centrum Bratysławy, stolicy Słowacji. Znajdował się nad Dunajem, na południe od Zamku.

## Historia

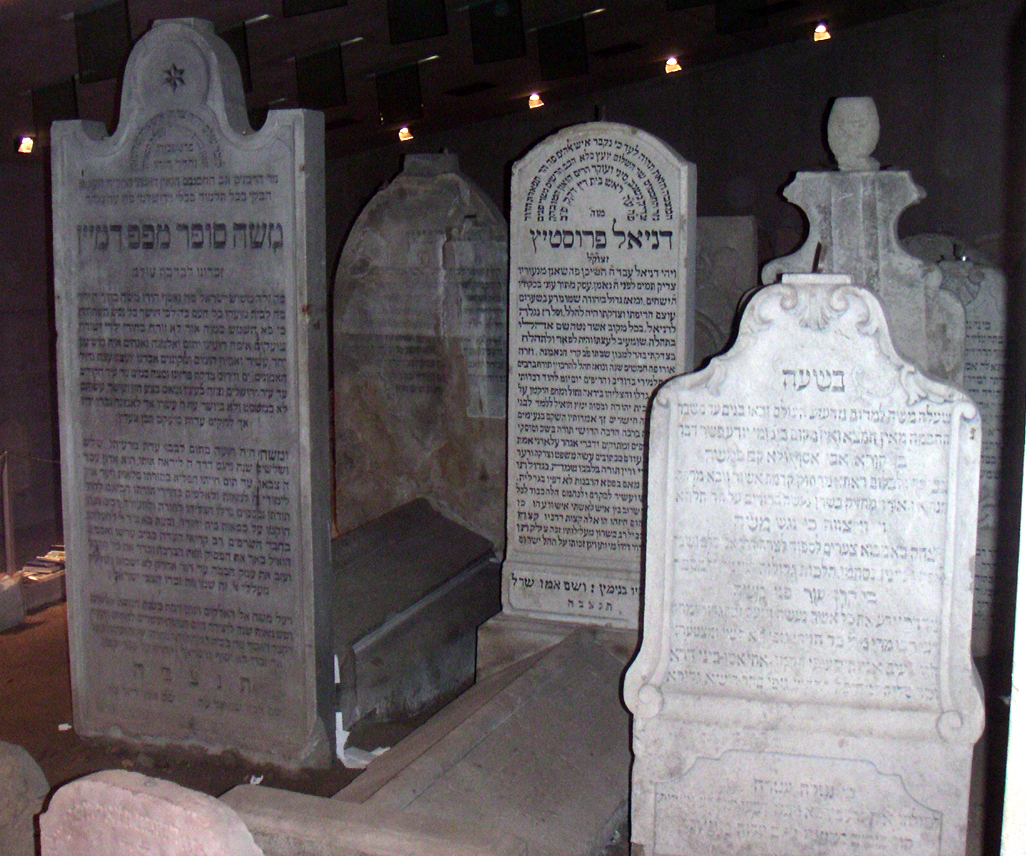
Zachowane nagrobki w krypcie

Nekropolia została założona około 1670 na terenie zlokalizowanym przy zachodnim portalu bratysławskiego tunelu tramwajowego pod wzgórzem zamkowym, niedaleko nabrzeża Dunaju, przy ulicy Žižkovej (dawnej Mlynárskiej), na południowych stokach wzgórza zamkowego. Było to prawdopodobnie to samo miejsce, gdzie wcześniej istniał średniowieczny cmentarz żydowski. Powstanie nekropolii wiązało się z założeniem w 1670 towarzystwa pogrzebowego "Chevra-Kadiša". Pochowano tu m.in. rabina Chatama Sofera. W 1810 oraz w 1825, ze względu na małą powierzchnię cmentarza, groby zasypano dwukrotnie ziemią, tak że zwłoki leżały w dwóch, a nawet trzech warstwach. Obiekt zamknięto w 1847. Spoczęło tu około 6000 osób.
W 1942 pochówki ekshumowano, co wiązało się z rozpoczętą we wrześniu 1943 budową tunelu drogowo-pieszego pod wzgórzem zamkowym (obecnie jest to tunel tramwajowy). Prochy przeniesiono na nowy cmentarz ortodoksyjny położony niedaleko, przy ulicy Žižkovej. Do czasów obecnych zachował się jedynie mały fragment nekropolii, w tym mauzoleum Chatama Sofera wpisane na listę informacyjną UNESCO.
W czasie II wojny światowej, mimo panującego antysemityzmu, ówczesnemu kahałowi udało się wynegocjować z rządem słowackim uratowanie części cmentarza, na której znajduje się grób Chatáma Sofera oraz groby innych znaczących rabinów. Nagrobki te pozostawiono na swoich miejscach i przykryto żelbetową płytą, tworząc swoistą kryptę pod wjazdem do tunelu. Na pierwotnym miejscu pozostały zatem 23 nagrobki, a 41 do nich dostawiono. Oprócz Sofera leżą tu m.in. rabin Mordechaj Mochiach, rabin Moše Lewow Lemberger (Moše Charif), rabin Akiba lger starszy, rabin Isak Halevi Landau-Dukla, rabin Meir Barby oraz rabin Meshulam Eger.